# Čelechovice
Čelechovice (in tedesco Czellechowitz) è un comune della Repubblica Ceca facente parte del distretto di Přerov, nella regione di Olomouc.